# Wetlina
Wetlina is een plaats in het Poolse district  Leski, woiwodschap Subkarpaten. De plaats maakt deel uit van de gemeente Cisna en telt 307 inwoners.